# Adelophis
Adelophis is een geslacht van slangen uit de familie toornslangachtigen en de onderfamilie waterslangen (Natricinae).

## Naam en indeling
Er zijn twee soorten, de wetenschappelijke naam van de groep werd voor het eerst voorgesteld door Alfredo Dugès in 1879.

### Soorten
Het geslacht omvat de volgende soorten, met de auteur en het verspreidingsgebied.
| Naam            | Auteur                 | Verspreidingsgebied                   |
| --------------- | ---------------------- | ------------------------------------- |
| Adelophis copei | Dugès, 1879            | Mexico (Guanajuato, Jalisco, Morelos) |
| Adelophis foxi  | Rossman & Blaney, 1968 | Mexico (Durango)                      |

## Verspreiding en habitat
Er zijn twee soorten, die voorkomen in delen van Midden-Amerika en endemisch zijn in Mexico. Ze komen hier voor in de staten Guanajuato, Jalisco, Morelos en Durango. De habitat bestaat uit bossen, draslanden en grasland.

## Beschermingsstatus
Door de internationale natuurbeschermingsorganisatie IUCN is aan beide soorten een beschermingsstatus toegewezen. Adelophis copei wordt beschouwd als 'kwetsbaar' (Vulnerable of VU) en Adelophis foxi als 'onzeker' (Data Deficient of DD).